# Uladsislau Kufko
Uladsislau Eduardawitsch Kufko (belarussisch Уладзіслаў Эдуардавіч Куфко, polnisch Władysław Kufko, russisch Владислав Эдуардович Куфко Wladislaw Eduardowitsch Kufko; * 8. November 1955 in Brest, Belarus) ist ein belarussischer Maler.

## Leben
Kufko besuchte ein auf Kunstausbildung ausgerichtetes Gymnasium in Minsk. Ab 1981 absolvierte er ein Studium an der Nationalen Universität für Kultur und Kunst Kiew. Er ist Mitglied der Weißrussischen Union bildender Künstler und des Verbandes der Polnischen Bildenden Künstler.
Er wurde 1987 auf einer Ausstellung junger Künstler in Moskau mit einer Silbermedaille ausgezeichnet. Im Jahr 2000 wurde ihm der Titel „Person des Jahres in der Malerei“ der Belarussischen Kulturstiftung verliehen. 2001 erhielt er eine Auszeichnung auf der 4. Biennale kleiner Bildformen in Toruń. Im Jahr 2005 wurde ein Werk Kufkos zum von der polnischen Zeitschrift Art & Business organisierten Wettbewerb Bild des Jahres (Obraz Roku) nominiert. In Brest war Kufko Gewinner eines Wettbewerbs des Jahres 2014.
Der Künstler präsentierte seine Arbeiten bislang auf 15 Einzel- und rund 80 Gruppenausstellungen in Polen und im Ausland, darunter in Deutschland, Holland, Belgien, Frankreich, Russland, Japan und den USA. Seine Werke befinden sich in den Sammlungen des Regionalmuseums und des Archäologischen Museums in Brest, des Museums moderner Kunst und des Kulturministeriums in Minsk, des Künstlerverbandes der UdSSR in Moskau und der Stadtverwaltung Ravensburg; sie sind Teil der Sammlung von Kunst des ausgehenden 20. Jahrhunderts des BWA (Centralne Biuro Wystaw Artystycznych) in Piotrków Trybunalski sowie bei Privatsammlern.

## Werk
Kufko schafft seine Arbeiten auf Staffelei in Öl und Acryl; außerdem malt er in Aquarell und Pastell.
In seinen Gemälden konzentriert er sich auf kleine, unbedeutende Fragmente des Alltags und verleiht ihnen eine neue Bedeutung. Das können schäbige Wände, Wandteile mit abgefallenem Putz, beschädigte Türen oder Metallschränke sein. Darauf sind Kinderzeichnungen, manchmal Graffiti. Obwohl sie hässlich und uninteressant erscheinen, können sie mehr über die Welt und den Menschen aussagen als schön gemalte Porträts. Er überrascht mit bisher verborgener Schönheit und offenbart einen neuen, tiefgreifenden Kontext. Es entsteht eine Welt voller fantastischer Charaktere, Situationen und nicht leicht interpretierbarer Assoziationen im Zusammenhang mit der menschlichen Verfassung. Seine Werke sind kleine visuelle philosophische Abhandlungen, eingebettet in raffinierte Komposition und Form.
Nach Kufko  ist Kunst ...

„... ein Hauch von Ewigkeit, wo Zeit und Raum verschmelzen und wo aus Urmaterie majestätisch mystische Figuren entstehen, die auftauchen, schweben und verschwinden.“